# Cylindromyia ampla
Cylindromyia ampla är en tvåvingeart som beskrevs av Cantrell 1984. Cylindromyia ampla ingår i släktet Cylindromyia och familjen parasitflugor. Inga underarter finns listade i Catalogue of Life.